# 局在基底
局在基底（きょくざいきてい Local basis, Localized basis）は、ある実空間領域に局在した基底を指す。特に、原子核を中心とした領域に局在する動径関数と球面調和関数の積を原子軌道と呼ぶ。原子軌道の線形結合で波動関数を表す方法はLCAO法と呼ばれる。局在基底関数にはスレーター型、ガウス型、数値型などがある。